# BS列島ニュース
『BS列島ニュース』（BSれっとうニュース）は、NHK BS1（2011年3月31日まではNHK衛星第1テレビジョン）で平日の昼に放送された地域報道番組である。
2004年11月1日の放送開始当初は番組名が『列島ニュース』で、2007年4月2日から番組終了時まで正式名称として『NHK BS列島ニュース』に改称された。歴代のテーマ音楽は高田耕至などが担当した。全国のNHK各放送局で放送した総合テレビ『正午のニュース』を再構築し、NHK BS1では唯一日本全国のニュースを扱った。

## 放送時間
月曜日 - 金曜日 13:00 - 13:49（祝日と年末年始は除く）
- 2008年3月までは13:15 - 14:00の放送で、2008年4月からは13:15 - 13:59の放送となった。但し、その後もデジタル放送のEPG上の放送時間は14:00まで（或いは13:50まで）となっていた。
- 2010年3月29日からは『BSニュース』が毎時50分開始に変更になったことに伴い、5分拡大した上で現在の時間に変更となった。

放送が休止になる事例
1. 『正午のニュース』が12:27までに終わらなかった場合 - 総合テレビ『正午のニュース』の全国ニュースが延長し、ローカルニュースが12:17開始の場合なら通常どおり13:00から放送する。12:20や12:22開始の場合は13:20-13:50の30分間の短縮版。それ以降まで延長した場合は放送休止となる。
2. 当番組が13:20までに開始できない場合 - メジャーリーグ中継などのスポーツ中継の延長によって、13:20までに開始できない時は休止となる。
3. BS101ch、BS102ch共、スポーツ中継で放送枠が埋まった場合 - 主にMLBと大相撲の中継が重なる場合
4. オリンピック期間中 - 競技中継を放送するため
5. 国際情勢に関係する報道特別番組を放送する場合

- 放送時間の変更・休止は、総合テレビでのローカルニュースの放送が順延となった場合、各地方局のローカルニュースの収集・編集作業の都合によるもので、ある程度編集作業の時間確保が必要な場合があるためとみられる。
- 上記1で放送が休止となった場合や13:20からの短縮放送の場合、『ヨーロッパ食材紀行』『自然へのいざない』『BS先取り情報』『Xゲーム』などのミニ番組に差し替え、穴埋めする。この場合、断りのテロップを表示する。
- 2011年度はMLB中継による休止となるケースも多かったが、2011年10月以降は延長されるスポーツ中継を臨時放送用のBS102chに移して放送されるため、上記2.による休止はほぼ無くなった。逆にメインチャンネルでスポーツ中継の放送を継続し、サブチャンネルで本番組を通常放送する場合もある[1]。
- 2008年12月1日放送分から、NHKオンデマンドで配信されるようになった。配信期間は、放送終了の数時間後から1週間である。
- 番組終了後の放送枠は「エキサイティング・スポーツ」の枠として、MLB中継（年度上半期）、大相撲中継（本場所期間中。総合テレビの中継開始まで。この間のワールドニュースは102で放送）、その他オリンピック・パラリンピックに直結する種目の中継などを、午前中から継続して放送する[2]。

## 内容
総合テレビの『正午のニュース』で12:15から12:20のローカル部分を編集した上で放送する。画面左上には放送局名（東京は首都圏）と放送時刻が表示される（通常は「0:15 - 放送」、全国ニュース延長の場合は延長時間に応じて表示し直す）。
1. 全国の8地域拠点局 - 札幌（北海道全道のニュース）・仙台（宮城県）・東京（関東）・名古屋（東海3県）・大阪（近畿）・広島（広島県）・松山（愛媛県）・福岡（福岡県）
2. 県域局（拠点局以外の放送局） - 週替わりで1局
1週間に1回しか放送がなかった時は翌週も引き続き担当[3][4]
オープニングのタイトルバックでお天気カメラからの風景が映される。但し、時間短縮の場合はレインボーブリッジを映すお天気カメラまたは放送するスタジオまたは放送センター屋上のお天気カメラの映像をバックにオープニングのタイトルが入る
3. リポート 2007年度、不定期で開始
2010年度からはリレーニュースの中間（名古屋局と大阪局の間）に毎回放送される様になった。
4. 気象情報

ローカルニュースについては一部項目を割愛して2 - 3分に再編集して放送する場合もある。放送の順番は札幌（北）から始まる週（A）と、福岡（南）から始まる週（B）を交互に編成する。
画面下にニュースのティッカー表示を開始。左端には、各地の天気も表示。2012年3月30日の放送を最後にニュースのティッカー表示そのものを終了した。
短縮放送の場合、主に首都圏ニュース、県域局ニュース、リポートが割愛される事が多い
| ＼ | 前半                  | 後半                  |
| -- | --------------------- | --------------------- |
| A  | 札幌→仙台→東京→名古屋 | 大阪→広島→松山→福岡   |
| B  | 福岡→松山→広島→大阪   | 名古屋→東京→仙台→札幌 |

| 順番 | 放送局 | 最終担当週      | 順番 | 放送局 | 最終担当週      | 順番 | 放送局 | 最終担当週     |
| ---- | ------ | --------------- | ---- | ------ | --------------- | ---- | ------ | -------------- |
| 1    | 青森   | 2017年2月第4週  | 10   | 盛岡   | 2016年11月第1週 | 19   | 金沢   | 2017年1月第3週 |
| 2    | 高知   | 2017年3月第5週  | 11   | 佐賀   | 2016年11月第2週 | 20   | 山口   | 2017年1月第4週 |
| 3    | 富山   | 2016年9月第3週  | 12   | 松江   | 2016年11月第3週 | 21   | 甲府   | 2017年2月第1週 |
| 4    | 沖縄   | 2016年9月第4週  | 13   | 福島   | 2016年11月第4週 | 22   | 宮崎   | 2017年2月第2週 |
| 5    | 秋田   | 2016年9月第5週  | 14   | 長野   | 2016年12月第1週 | 23   | 山形   | 2016年7月第3週 |
| 6    | 徳島   | 2016年10月第2週 | 15   | 福井   | 2016年12月第2週 | 24   | 長崎   | 2017年3月第1週 |
| 7    | 大分   | 2016年10月第3週 | 16   | 熊本   | 2016年12月第3週 | 25   | 静岡   | 2017年3月第2週 |
| 8    | 高松   | 2016年10月第4週 | 17   | 新潟   | 2016年12月第4週 | 26   | 岡山   | 2017年3月第3週 |
| 9    | 鳥取   | 2016年10月第5週 | 18   | 水戸   | 2016年12月第5週 | 27   | 鹿児島 | 2017年3月第4週 |

番組の最後に全国53地点の今日の天気予報と週間予報（47都道府県庁所在地と北海道の放送局所在地）を伝える
今日の予報は4地域で表示。
1. 九州・沖縄・中国・四国
2. 近畿・東海・北陸
3. 関東・甲信越・静岡
4. 東北・北海道

週間予報は9地域で表示。
1. 九州・沖縄
2. 四国
3. 中国
4. 近畿
5. 甲信・東海（静岡を含む）
6. 北陸（新潟を含む）
7. 関東
8. 東北
9. 北海道

## 進行役
『NHK BSニュース』の女性キャスターのうち、当日15:50から16:50枠の担当者が進行役を務める。番組冒頭と中盤に主な内容を紹介する。
| 年度   | キャスター |
| ------ | --- |
| 2004年 | - 池崎美盤 - 栗本法子 - 伊藤奈美 - 伊藤和美 - 平尾由希 - 江崎友基子 - 中村麦香（1月 - ）                                                   |
| 2005年 | - 池崎美盤 - 栗本法子 - 伊藤奈美 - 安藤和美（旧姓：伊藤） - 平尾由希 - 中村麦香（ - 8月） - 小川まどか（5月 - ） - 浜野由起子（11月 - ）   |
| 2006年 | - 伊藤奈美 - 平尾由希 - 小川まどか |
| 2007年 | - 栗本法子 - 平尾由希 - 斎藤綾乃 |
| 2008年 | - 平尾由希 - 斎藤綾乃 - 島ひとみ - 藤田真奈美 - 結野亜希                                                                                   |
| 2009年 | - 平尾由希 - 斎藤綾乃 - 島ひとみ - 藤田真奈美 - 結野亜希                                                                                   |
| 2010年 | - 平尾由希 - 斎藤綾乃 - 島ひとみ - 藤田真奈美 - 結野亜希                                                                                   |
| 2011年 | - 島ひとみ - 藤田真奈美 - 結野亜希 - 堤真由美 - 栗本祐子                                                                                   |
| 2012年 | - 結野亜希 - 堤真由美 - 栗本祐子 - 倉見慶子 - 上代真希                                                                                     |
| 2013年 | - 堤真由美 - 倉見慶子 - 上代真希 - 工藤紋子 - 堀友理子 - 實石あづさ - 井上真帆（1月 - ）                                                   |
| 2014年 | - 堤真由美 - 上代真希 - 工藤紋子 - 實石あづさ - 井上真帆 - 杉本麻紀 - 滝本沙奈                                                             |
| 2015年 | - 堤真由美 - 上代真希 - 工藤紋子 - 實石あづさ - 井上真帆 - 杉本麻紀 - 滝本沙奈                                                             |
| 2016年 | - 上代真希 - 工藤紋子 - 實石あづさ（ - 8月） - 井上真帆（ - 1月） - 杉本麻紀 - 山住悠 - 高嶋未希 - 白石理央（8月 - ） - 竹村優香（2月 - ） |

## 雑記
- ローカルニュースを制作せずに基幹局制作をネットする放送局もある。
  - 北海道（旭川・帯広・北見・釧路・函館・室蘭）

平日では基本的に12:18.30頃 - 12:20に道内6放送局でも自局制作の時間帯があるが、稀に12:17頃から差し替えを行なったり、全て札幌局からの放送の場合もある。12:18頃より前もしくは最後に札幌局から札幌局以外の居住地域の放送局発のニュースが放送される場合は自局制作の放送は行われないため事実上各局任意での放送となっている
  - 関東広域圏（宇都宮・前橋・さいたま・千葉・横浜）

宇都宮・前橋両放送局における同時間帯は2012年4月の県域放送開始後も引き続き東京からのネット受けとなっている
  - 中京広域圏（岐阜・津）
  - 近畿広域圏（大津・京都・神戸・奈良・和歌山）
  - 福岡県（北九州）

北九州局は2007年度までこの時間帯は原則として自局制作だったが、一部の内容を福岡局からそのまま受けていた。
- 2011年度、仙台局からのローカルニュースは、2011年7月1日まで12:38からの放送だった（12:15から12:38までは、東北ブロックニュースを放送）。しかし、本番組内での画面左上にある開始時間の表示は、12:15（0:15）のままであった。7月4日からはローカルニュースと東北ブロックニュースの放送時間を反転させ、12:15からローカルニュースを放送。
- 各放送局の最後に出るエンドクレジットもそのまま放送するため、「終」マークを表示しない放送局があった。
- 2007年9月4日の放送は、栗本法子が夏期休暇のために藤田真奈美が代理出演し、放送開始以来初めて本番組のレギュラー出演者ではないキャスターが担当した。10月31日は藤田が休暇でレギュラー出演者ではない島ひとみが初めて本番組を担当した。
- 当番組で放送したニュースを、番組の終了直後の14時05分から放送される総合テレビの『お元気ですか日本列島』→『情報まるごと』（2015年3月終了）で取り上げることもあった。
- BSニュースセンター設備のハイビジョン対応化に伴い、2006年11月20日からデジタル放送は画面サイズが「4:3」から「16:9」に変更された。
- 基幹局のニュースキャスターは『ふるさとラジオ』→『午後のまりやーじゅ』→『ごごラジ!』内の「列島リレーニュース」のローカルキャスターを兼務する場合がある。
- 番組終了から3年後、2020年春に日本国内で新型コロナウイルスの急速な感染拡大に伴い、首都圏や大阪府、福岡県などに緊急事態宣言が同年4月7日に発令されたため[18]、4月13日からかつて本番組を放送していた13時台に緊急事態宣言対象地域のローカルニュースを中心に新型コロナウイルスに関する最新情報を伝える番組『列島新型コロナ関連ニュース』（番組表上の表記タイトルは『列島昼ニュース』）を新設した[19]。その後、緊急事態宣言の対象区域が全国に拡大したことを受けて、4月20日から総合テレビに移設。

なお、5月までは国会中継などの特別編成によって、総合テレビでの放送が出来ない場合はBS1の同時間帯に振り替えて放送されていた。
休止・内容変更
- 国政選挙の公示日当日や投開票日翌日は『正午のニュース』が通常通り12:20で終了した場合も多くの地域がローカルニュースで選挙関連ニュースを放送するため、番組そのものを休止し『BS世界のドキュメンタリー選』などで穴埋めする措置が取られる[21]。
- 2006年11月8日はアメリカ合衆国大統領選挙の中間選挙開票速報のため13:45までの放送だったが、通常30分の場合は放送しない全国の気象情報を放送した。
- 2008年11月5日は2008年アメリカ合衆国大統領選挙開票速報を放送して休止した。
- 2009年7月21日は衆議院解散の関連ニュースを放送して休止した。
- 2011年3月14日から31日まで東日本大震災関連番組を総合テレビと同時放送し、4月1日 - 21日は12:30 - 12:45まで総合テレビの正午のニュースを放送して休止した。当該時間帯はメジャーリーグ中継が無い場合は『世界SL紀行』『旅のアルバム』『アインシュタインの眼・特選映像ファイル』『BSプレマップ』で空白時間帯を穴埋めした。4月25日放送分から本番組を再開してタイトルロゴとBGMを変更したが本編中の映像フォーマットや画面下のティッカー表示は変更しなかった。
- 2011年12月19日は北朝鮮の金正日総書記死去関連の特別番組を放送したため休止。
- 2014年4月24日は『正午のニュース』が安倍晋三とバラク・オバマの日米首脳共同記者会見を13:42まで中継したため休止した。
- 2014年9月19日はスコットランドの独立を問う住民投票の特別番組を放送したため休止。
- 2016年6月24日はイギリスのEUの離脱か残留かを問う国民投票の開票速報を放送したため休止した。